# Wild Basin House
La Wild Basin House est une maison du comté de Boulder, au Colorado, dans le centre des États-Unis. Protégée au sein du parc national de Rocky Mountain, cette bâtisse construite dans le style rustique du National Park Service est inscrite au Registre national des lieux historiques depuis le 29 janvier 1988.